# Colossal Cave Adventure
Colossal Cave Adventure (también conocido en el mundo anglosajón como ADVENT, Colossal Cave o Adventure, y conocido en España como La aventura original)[cita requerida] fue el primer videojuego de aventura.
La primera versión del juego fue escrita en 1976 en el lenguaje de programación Fortran por los programadores Willie Crowther y Don Woods. En 1977 Don Woods puso a punto una versión mejorada del juego. Crowther, el diseñador original de Colossal Cave Adventure, también era aficionado a la exploración de cuevas y basó parte del recorrido del juego en las cuevas del parque nacional de Mammoth Cave en Kentucky.
La subred de la Colossal Cave (literalmente, «cueva colosal») tiene muchas entradas, una de las cuales se conoce como Bedquilt. Crowther reprodujo porciones de la cueva real tan fielmente que los exploradores de cavernas que habían jugado el juego podían, en su primera visita, navegar fácilmente a través de secciones familiares en la región del Bedquilt.

## Historia
Will Crowther era un programador en Bolt, Beranek y Newman, que desarrollaba el ARPANET (el precursor de Internet). Crowther era un explorador de cavernas, que aplicó su experiencia en la Mammoth Cave, en Kentucky, para crear un juego que pudiera disfrutar con sus jóvenes hijas.
Crowther había explorado la Mammoth Cave a principio de los años 1970, y había creado un mapa de vectores basado en exámenes de partes de la cueva real, pero el texto del juego es una entidad totalmente separada, creada durante el año académico 1975-76 y ofrecía elementos de fantasía como enanos que lanzan hachas y un puente mágico.
La versión que hoy resulta más conocida fue el resultado de una colaboración con Don Woods, un estudiante que descubrió el juego en una computadora de la Universidad de Stanford, e hizo significativas extensiones y mejoras, con la bendición de Crowther. Un gran fanático de Tolkien, introdujo elementos adicionales de fantasía, tales como elfos y un trol.
Hasta el día de hoy, los estudiantes en la Universidad de Stanford deben reimplementar el juego, como una tarea en el primer curso de programación de computadora.
Adventure fue el primer juego en ofrecer objetos que podían ser tomados, usados, y dejados (y que podían ser llevados por un personaje no jugador).

## Tecnología
El juego original de Crowther consistió en cerca de 700 líneas de código en Fortran, con alrededor de otras 700 líneas de datos, escritas para el PDP-10 del BBN. (ver el código de fuente original). El programa requirió casi 300 KB de memoria central para funcionar, una cantidad significativa en aquella época.[cita requerida]
En 1977, Jim Gillogly de RAND Corporation pasó varias semanas portando el código de Fortran a C bajo Unix, con el acuerdo de Woods y Crowther.
El juego también fue portado al super-mini de Prime Computer corriendo PRIMOS a finales de los años 1970, usando Fortran 4.
Versiones posteriores del juego se movieron lejos de los lenguajes de programación de propósitos generales como C o Fortran, y en lugar de ello, fueron escritas para los motores de aventura conversacional especiales, tales como la máquina-Z de Infocom.

## Versiones posteriores

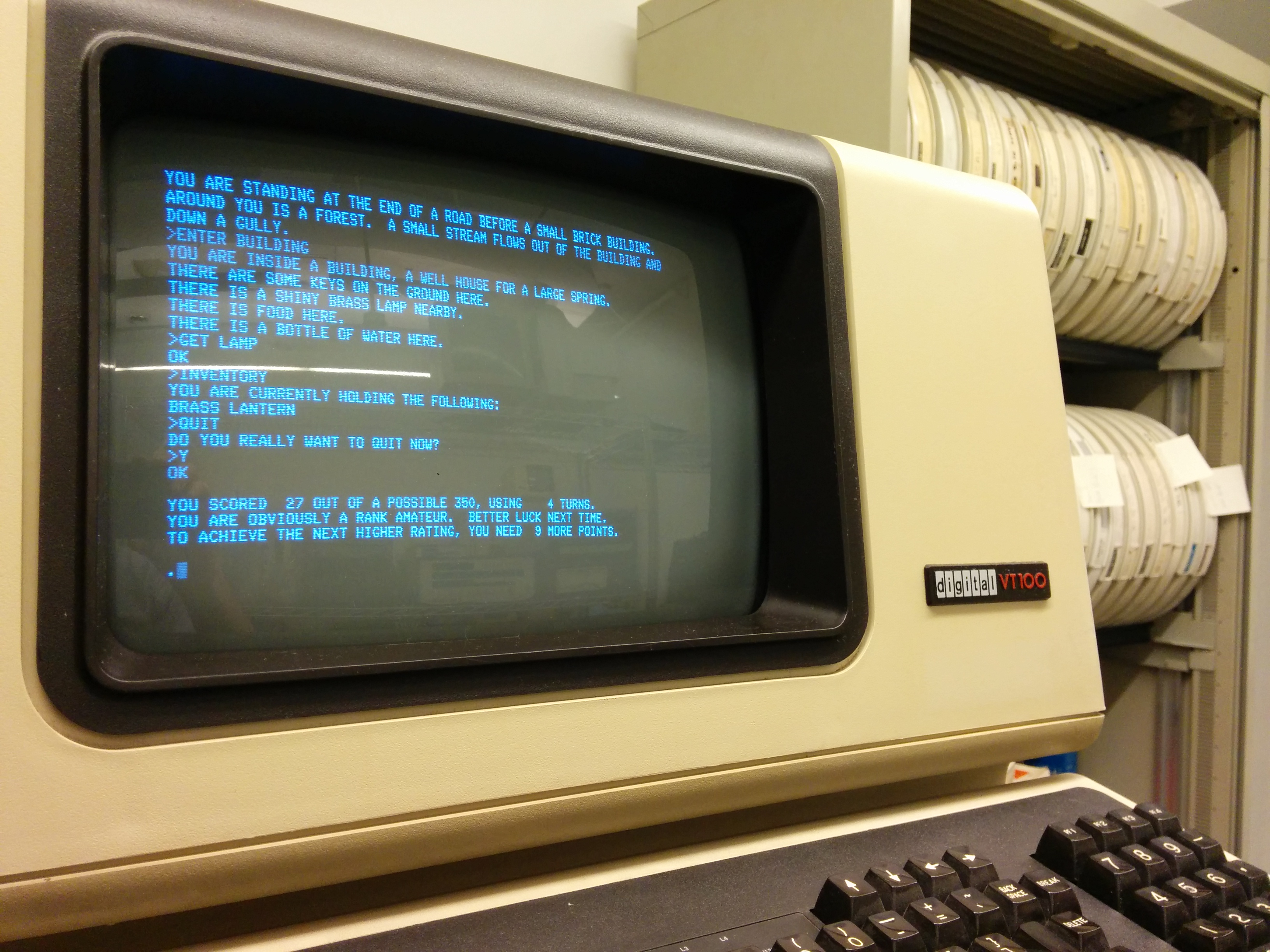
Colossal Cave Adventure en un terminal VT100.

Se han lanzado muchas versiones de la Colossal Cave, la mayoría intitulada simplemente Adventure, o añadiendo una etiqueta de alguna clase al nombre original (ej. Adventure II, Adventure 550, Adventure4+,...). Microsoft lanzó una versión de Adventure, para el IBM PC, con su versión inicial del MS-DOS 1.0 (en un disco de una sola cara, requiriendo 32KB de RAM). El Adventure Family Tree page de Russel Dalenberg proporciona el mejor resumen (sin embargo aún incompleto), de diversas versiones y de sus relaciones.
Hasta que la versión original de Crowther fue encontrada, la versión que Don Woods expandió en 1977 era generalmente considerada la "original definitiva". Como parte de esa expansión, Woods  agregó un sistema que puntaje que fue hasta los 350 puntos. Versiones extendidas con rompecabezas adicionales van hasta 1000 puntos o más. El MUD de AMP tenía un Colossal Cave multiplayer.
La influyente versión de 550 puntos de Dave Platt fue innovadora en un número de maneras. Se rompió con la codificación del juego directamente en un lenguaje de programación como Fortran o C. En lugar de ello, Platt  desarrolló el A-code — un lenguaje para la programación de aventuras - y escribió su versión extendida en ese lenguaje. El código fuente A-code era preprocesado por un programa del "munger" F77, que traducía el A-code a una base de datos de texto, y un pseudo-binario tokenizado. Estos entonces eran distribuidos juntos con un A-code F77 "ejecutivo", también escrito en F77, que efectivamente "corría" el pseudo-binario tokenizado.
La versión de Platt era también notable por proporcionar una variedad al azar de respuestas cuando informaba al jugador que, por ejemplo, no había salida en la dirección nominada, para introducir un número de acontecimientos raros de "camafeo", y para producir algunos juegos de palabra extravagantes.
El juego se desarrolla en un mundo virtual creado por localizaciones de texto (textualmente se le explica al jugador dónde se encuentra y qué objetos hay) en donde el jugador a través de comandos simples escritos, puede interaccionar con objetos, personajes y recorrer las diferentes localizaciones del juego hasta llegar a resolver el enigma o rompecabezas. Algunas localizaciones del juego incluyen además del texto, un dibujo de la zona, colaborando así a la visualización mental del mundo desarrollado en el juego.
En el año 1989 la empresa Aventuras AD lanzó La Aventura Original en español para microordenadores de 8 y 16 bits, inspirada en la Colossal Cave. Inspirada en esta hay una versión para Android creada por Borja R. Torre en 2013 disponible gratuitamente en Google Play.

## Palabras y frases memorables

### XYZZY
XYZZY es una palabra mágica encontrada en el juego. A menudo confunde a jugadores principiantes. Ellos mecanografiarán "xyzzy" en diversas partes para ver si es útil y conseguir la respuesta genérica "Nothing happens" (Nada sucede). Esto se convirtió en una broma interna entre los jugadores.

### Otras líneas
Otras líneas memorables del juego son:
- ¡Una enorme y feroz serpiente verde obstaculiza el camino!
- ¿Con qué? ¿Con tus manos peladas? (se refiere a matar a la serpiente, un dragón, etc).
- ¿Con qué? ¿Con tus manos peladas? ¿Contra sus manos de oso? (Se refiere a matar al oso).
- No tiene hambre (solo nostalgia de los fiordos). (Si intentas alimentar al pájaro) - Una referencia al sketch del loro muerto de Monty Python
- El juego responde a un jugador frustrado lanzándole un ¡Míralo!, y a  comandos de comer cosas inadecuadas (por ejemplo, el pájaro, la serpiente) con la expresión Yecch!

### Desarrollo continuado
Justo como Don Woods tomó el desarrollo de Adventure donde Crowther lo dejó, otros programadores continuaron la historia a su propia manera.
La versión F77 de 550 puntos de Dave Platt también tenía algunos momentos memorables:
- ¡¡En el panorama salta una criatura horrible!! A seis pies de distancia, se asemeja a una gran masa amorfa de jalea blanca translúcida; aunque parece masiva, está rebotando ligeramente hacia arriba y hacia abajo como si fuera tan ligera como una pluma. Está emitiendo un constante sonido vibrante, y >RUGE< en alta voz mientras te mira a ti. - Esta era una referencia Rover de The Prisoner

Platt también tenía un número "camafeos" -  eventos muy raros de ninguna consecuencia. Por ejemplo:
- De la oscuridad cercana viene el sonido de pies que se mueven de un lado a otro. Mientras que das vuelta hacia el sonido, el cíclope de nueve pies deambula dentro de la luz de tu lámpara. El cíclope está vestido con un traje de tres piezas de lana de estambre, y está usando un sombrero de copa de seda negra y botas de vaquero y está llevando un bastón de ébano. Él se da cuenta de tu mirada y se detiene, pareciendo congelado en su recorrido, con su ojo inyectado de sangre hinchado por el asombro, y su quijada, llena de colmillos, colgando con sobresalto. Después de mirarte fijamente por algunos momentos con incrédulo asombro, busca en el bolsillo de su chaleco y saca un pequeño bolso de plástico lleno de una sustancia verde frondosa, y la examina cuidadosamente. "Después de que todo, debe valer ochenta pazools la onza", masculla el cíclope, quien te echa una mirada final, se estremece, y se tambalea fuera de vista.

Otras versiones agregaron su propio sabor a las acciones.
- Con dificultad extrema, tú bajas de la pared unos siete pies de alto, veinte pies de largo, una vista de trescientos sesenta grados de Marte tomadas de la sonda Viking. - De la extensión de Witt's End, en la versión de CP/M de Mike Goetz (1983); esta acción haría venir al Rover (ver arriba).

- Estoy apesadumbrado, pero las regulaciones mágicas del vuelo de alfombra prohíben específicamente cualquier actividad con excepción de (a) disfrutar del panorama (recomendada), (b) revisar sus posesiones (opcional) y (c) agarrando fuertemente los bordes de la alfombra en un cambio de rumbo de terror de estómago revuelto (no recomendado). - De la versión de 770 puntos de Mike Arnautov (2003)